# Estero Chimbarongo
El estero Chimbarongo es un curso natural de agua que nace en las estribaciones occidentales de la cordillera de los Andes, se sumerge en el embalse Convento Viejo por el lado oriente y le sirve de emisario cuando continua su trayecto hacia el norte hasta desembocar en el río Tinguiririca, todo esto en la Región de O'Higgins.

## Trayecto
El estero Chimbarongo tiene su origen en las últimas estribaciones occidentales de la cordillera de los Andes, más precisamente, las laderas de los cerros de Paveza (2077 m), de Huemul, cerro Alto de Pablo (1891 m) y el cerro Chanchito (1226 m). Sigue desde allí un trayecto casi paralelo al que será el receptor de sus aguas, el río Tinguiririca. A mitad de camino descansa sus aguas en el embalse Convento Viejo al que ingresan por la ribera este y salen controladamente por el oeste. Al embalse llegan también y pasan a engrosar el caudal del saliente Chimbarongo, las aguas del canal Teno-Chimbarongo que vienen desde el río Teno, es decir la cuenca hidrográfica que linda al sur de la cuenca del río Rapel. El estero Chimbarongo bordea por el norte la ciudad de Santa Cruz (Chile) y 10 km más al norte desemboca en el río Tinguiririca. En total, su longitud alcanza los 74 km.: 358–359 

## Caudal y régimen
La subcuenca inferior del río Tinguiririca, que abarca desde la confluencia con el río Claro hasta su desembocadura en el embalse Rapel, incluyendo las hoyas del río Claro (Tinguirirca) y del estero Chimbarongo, posee un régimen pluvio–nival, con crecidas en junio y julio, producto de precipitaciones invernales, y en menor medida en noviembre y diciembre debido a deshielos. El período de estiaje se presenta en el trimestre febrero-abril, debido a un uso intensivo de agua para el riego.: 71 

Curvas de variación estacional
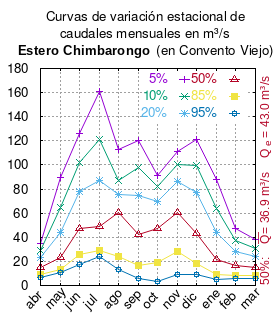
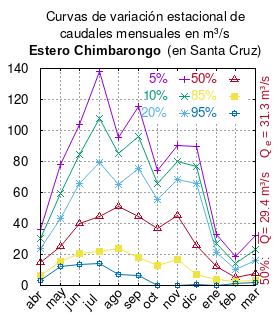

El caudal del río (en un lugar fijo) varía en el tiempo, por lo que existen varias formas de representarlo. Una de ellas son las curvas de variación estacional que, tras largos periodos de mediciones, predicen estadísticamente el caudal mínimo que lleva el río con una probabilidad dada, llamada probabilidad de excedencia. La curva de color rojo ocre (con {\displaystyle {\color {Red}\vartriangle }}) muestra los caudales mensuales con probabilidad de excedencia de un 50%. Esto quiere decir que ese mes se han medido igual cantidad de caudales mayores que caudales menores a esa cantidad. Eso es la mediana (estadística), que se denota Qe, de la serie de caudales de ese mes. La media (estadística) es el promedio matemático de los caudales de ese mes y se denota {\displaystyle {\overline {Q}}}. 
Una vez calculados para cada mes, ambos valores son calculados para todo el año y pueden ser leídos en la columna vertical al lado derecho del diagrama. El significado de la probabilidad de excedencia del 5% es que, estadísticamente, el caudal es mayor solo una vez cada 20 años, el de 10% una vez cada 10 años, el de 20% una vez cada 5 años, el de 85% quince veces cada 16 años y la de 95% diecisiete veces cada 18 años. Dicho de otra forma, el 5% es el caudal de años extremadamente lluviosos, el 95% es el caudal de años extremadamente secos. De la estación de las crecidas puede deducirse si el caudal depende de las lluvias (mayo-julio) o del derretimiento de las nieves (septiembre-enero).

## Historia
Francisco Solano Asta-Buruaga y Cienfuegos escribió en 1899 en su obra póstuma Diccionario Geográfico de la República de Chile sobre el río:
Chimbarongo (Río de).-—Afluente del río Tinguiririca. Se forma de arroyos de los cerros de Huemul, sierra transversal de los Andes que baja hacia el O. desde entre las cabeceras del mismo Tinguiririca y de Teno, y remata en el llano poco distante hacia el SE. de la villa de Chimbarongo. Corre de allí por el lado sur del departamento de San Fernando hacia el NO., pasando vecino á la estación de la Quinta, de San José de Toro y aldea de Palmilla, y va á morir en la izquierda del mencionado Tinguiririca como á seis kilómetros al N. de dicha Palmilla. Su curso, de moderada rapidez, alcanza á unos 90 kilómetros. Sus riberas son generalmente bajas, amplias, de poco arbolado y bastante feraces.